# Ganirelix
Il ganirelix acetato (o diacetato) è un antagonista del GnRH selettivo dell'ormone di rilascio delle gonadotropine (GnRH) impiegato come trattamento farmacologico della riproduzione assistita per controllare l'ovulazione.
Il farmaco agisce bloccando l'azione del GnRH sulla ipofisi, così rapidamente da sopprimere la produzione e l'azione degli ormoni LH e FSH. 
Il ganirelix è usato nel trattamento della infertilità per prevenire l'ovulazione prematura causata dalla raccolta di ovociti immaturi, per essere utilizzati nelle procedure di fecondazione in vitro.